# Ciales
Ciales è una città di Porto Rico situata nella regione centrale dell'isola. L'area comunale confina a nord con Arecibo, Florida e Manatí, a est con Morovis, a sud con Orocovis e a ovest con Jayuya e Utuado. Il comune, che fu fondato nel 1820, oggi conta una popolazione di quasi 20 000 abitanti ed è suddiviso in 9 circoscrizioni (barrios).